# Сагайдачного, 14
Кам'яниця № 14 — колишній прибутковий будинок, розташований на вулиці Петра Сагайдачного, що на Подолі у Києві.
За визначенням дослідників, споруда — зразок типового прибуткового будинку останньої третини XIX сторіччя.
Наказом Міністерства культури і туризму України № 521/0/16-09 від 13 липня 2009 року будинок поставлений на облік пам'яток архітектури й історії місцевого значення (охоронний номер 199-Кв).

## Історія кам'яниці

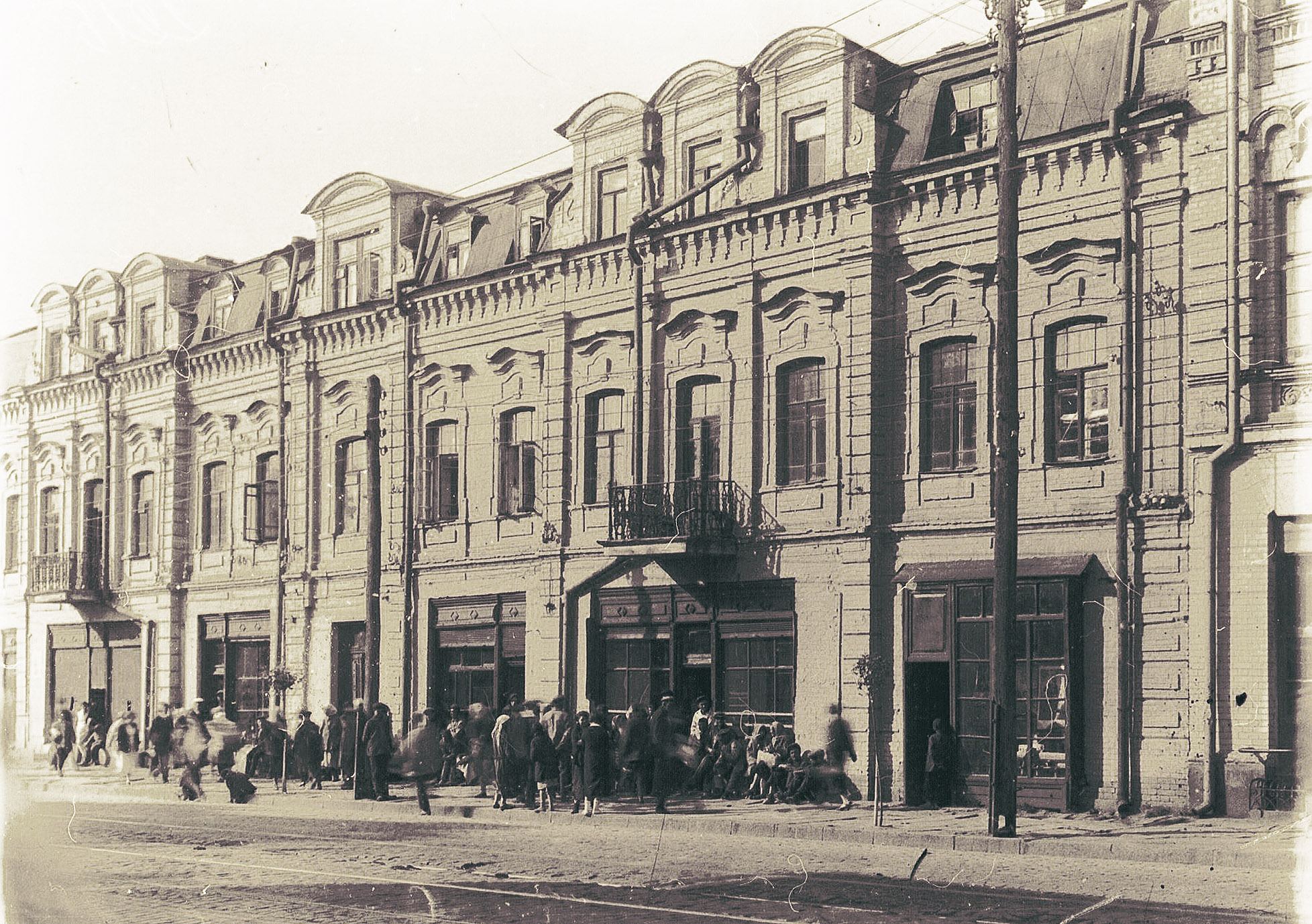
Кам'яниця на фото 1934 року ще двоповерхова

1876 року на наріжній ділянці спорудили прибутковий будинок, призначений для готелю.
Двоповерхову кам'яницю одразу звели з мансардами, що було рідким явищем для Києва, оскільки зазвичай їх добудовували пізніше.
Імовірно, проєкт кам'яниці підготував київський архітектор Павло Спарро.
1922 року радянська влада націоналізувала будівлю.
У 1950-х роках знесли мансарду і добудували третій поверх.
У 2010-х роках підприємець самовільно зайняв ділянку площею 0,02 гектара і незаконно прибудував до кам'яниці приміщення ресторану. У січні 2021 року за цим фактом прокуратура скерувала до суду обвинувальний акт і подала позов про знесення споруди і повернення ділянки громаді.
Будинок перебуває в поганому стані. Фасад спотворений заскленими балконами, кондиціонерами, супутниковими тарілками і комерційними вивісками.

## Архітектура
Триповерхова, цегляна, пофарбована кам'яниця має Г-подібну в плані форму.
Чоловий фасад симетричний. Центральна вісь композиції по лінії сходової клітки акцентована розкріповкою, увінчаною трикутним фронтоном.
Вертикальне членування підкреслено лізенами, рустованими на рівні першого—другого поверхів.
Сандрики над вікнами другого поверху виконані в стилі спрощеного українського бароко.

Декор
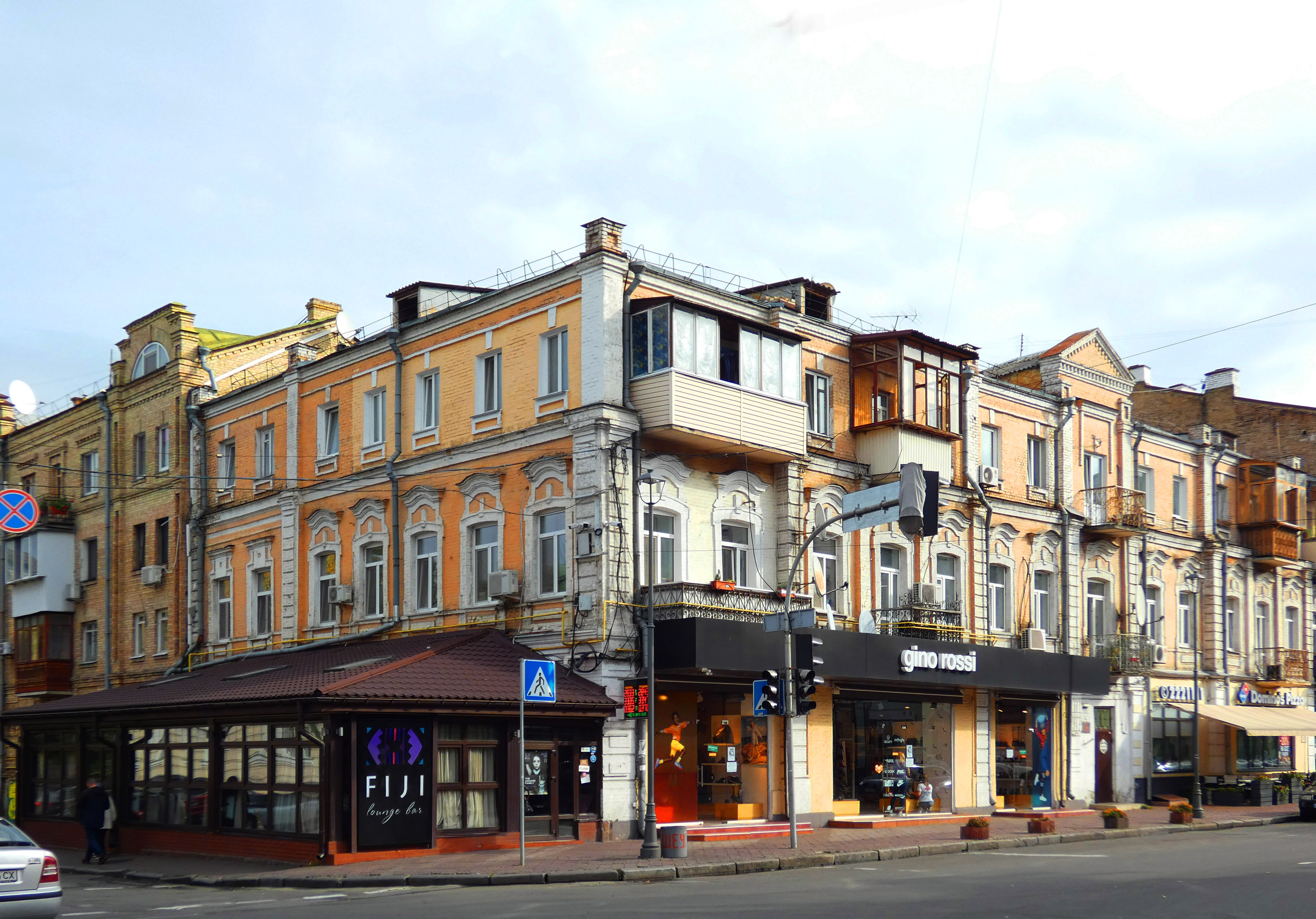
Наріжжя з незаконним прибудованим кафе
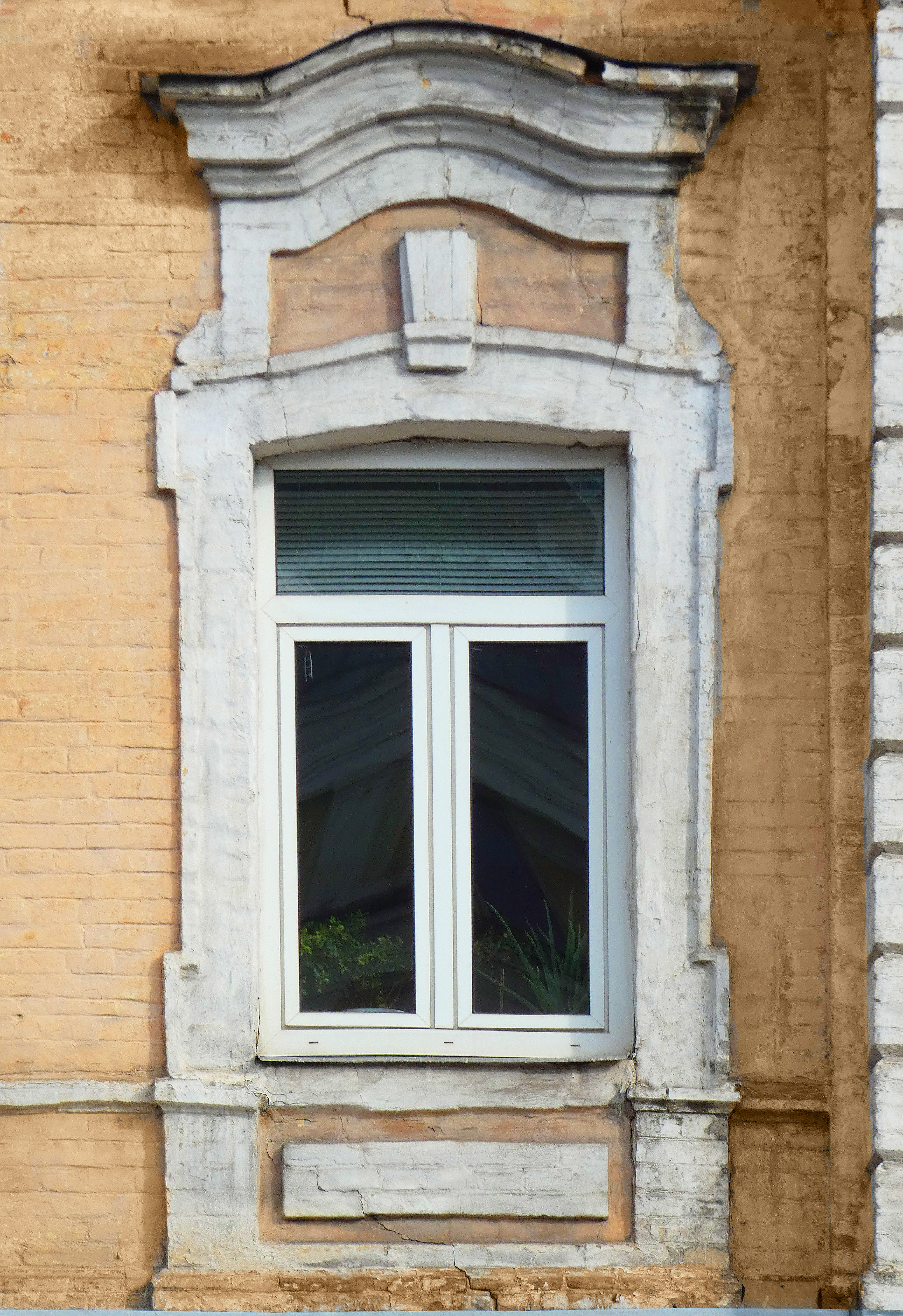
Вікно із сандриком у стилі спрощеного українського бароко
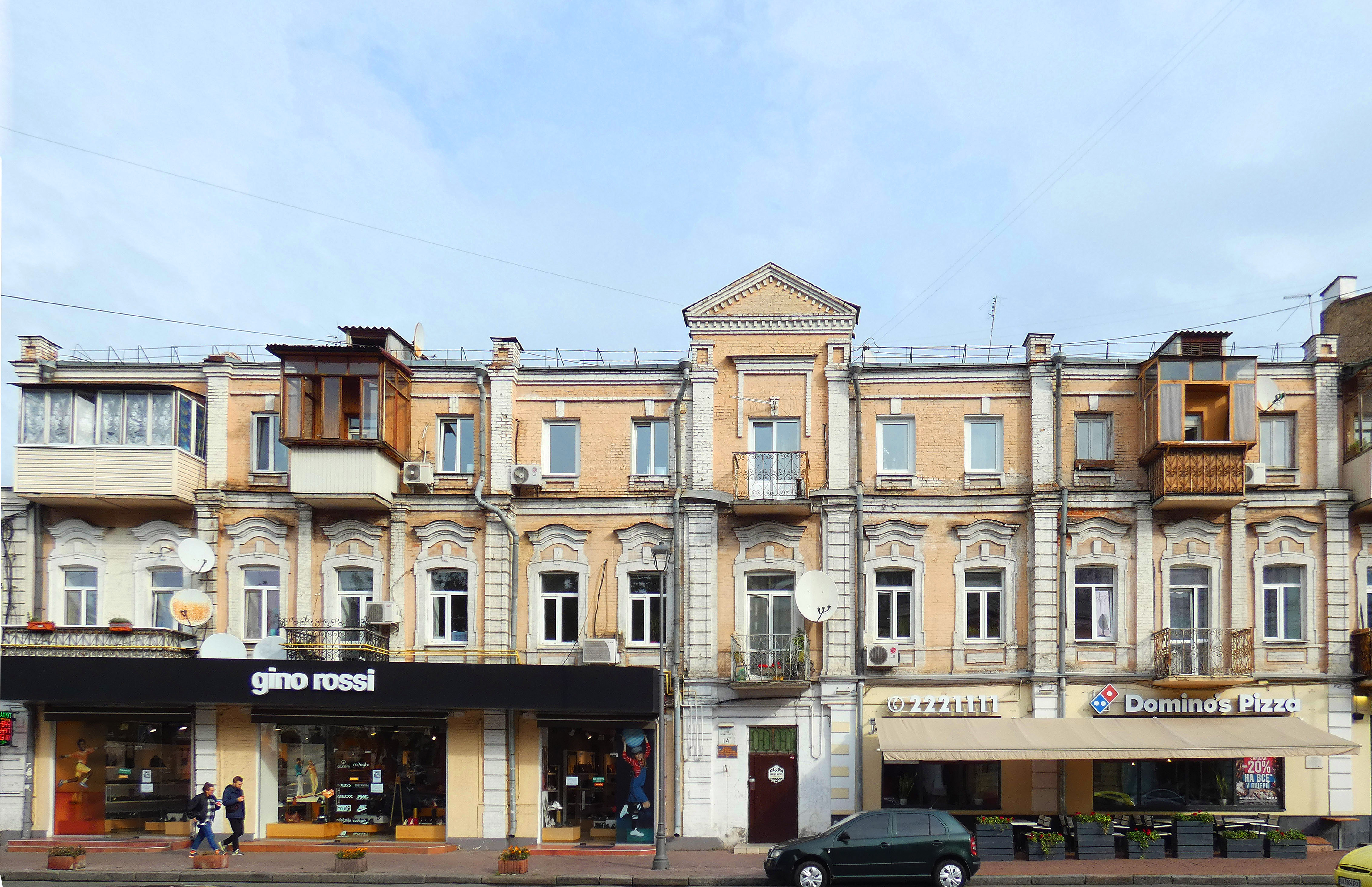
Чоловий фасад спотворений балконами